# Paul Avery
Paul Avery ( Honolulu, Havai, 20 de agosto de 1934 – Ilhas San Juan, Washington, 10 de dezembro de 2000) foi um repórter policial americano, mais conhecido por suas histórias sobre o infame serial killer Zodíaco, e mais tarde por seu trabalho sobre o rapto de Patricia Hearst.

## Biografia

### Inicio da Carreira
Paul Avery nasceu em Honolulu, Havaí, filho de Howard Malcom Avery, um oficial da marinha dos Estados Unidos, e Frances Avery. Paul começou sua carreira no jornalismo em 1955, trabalhando em uma variedade de jornais em Mississippi, Texas e no Alasca, antes de retornar para o Havaí e ser contratado pelo jornal Honolulu Advertiser, na época com 23 anos.
Avery começou a trabalhar no San Francisco Chronicle em 1959, tirando licença em 1960 do jornal, para viajar até o Vietnã, onde foi correspondente freelancer da guerra envolvendo os Estados Unidos e os exércitos revolucionários do país.
Paul Avery retornou para San Francisco em 1969, para trabalhar novamente no San Francisco Chronicle, onde assumiu o posto de repórter policial do jornal.

### Caso Zodíaco
Em 1969 Paul Avery fazia parte do grupo de jornalistas do San Francisco Chronicle, quando um assassino em série auto-intitulado Zodíaco, passou a aterrorizar a área da baía de San Francisco, cometendo assassinatos e enviando cartas aos jornais onde dava a descrição de como cometia os crimes, as cartas continham também criptogramas, dos quais alguns nunca foram resolvidos.
Paul nesse tempo escreveu para o jornal muitos artigos sobre o Zodíaco, o que fez com que o assassino enviasse uma carta para o jornalista em 1970, uma espécie de ameaça, o que fez com que todos os jornalistas de San Francisco utilizassem broxes com os dizeres, Eu não sou Paul Avery. Avery ainda no mesmo ano receberia informações de que o criminoso teria assassinado uma jovem em Riverside em 1966, o próprio Avery foi atrás das informações sobre o caso, que depois foram repassadas a polícia.

### Sequestro de Patricia Hearst
Em 4 de fevereiro de 1974, Patricia Hearst, a herdeira da família Hearst foi sequestrada, Avery juntou forças com o repórter do Chronicle Tim Findley para produzir uma série de histórias detalhando o sequestro, e fazendo investigações sobre o pouco conhecido grupo chamado Exército Simbionês de Libertação, um grupo revolucionário Marxista, que foi o responsável pelo sequestro da jovem. Paul Avery escreveu um livro sobre tudo o que envolveu o sequestro de Patricia até sua captura em 1975.

## Na Cultura Popular
Paul Avery foi interpretado por Robert Downey Jr. no filme de 2007 chamado Zodíaco.